# Missões diplomáticas da Nova Zelândia

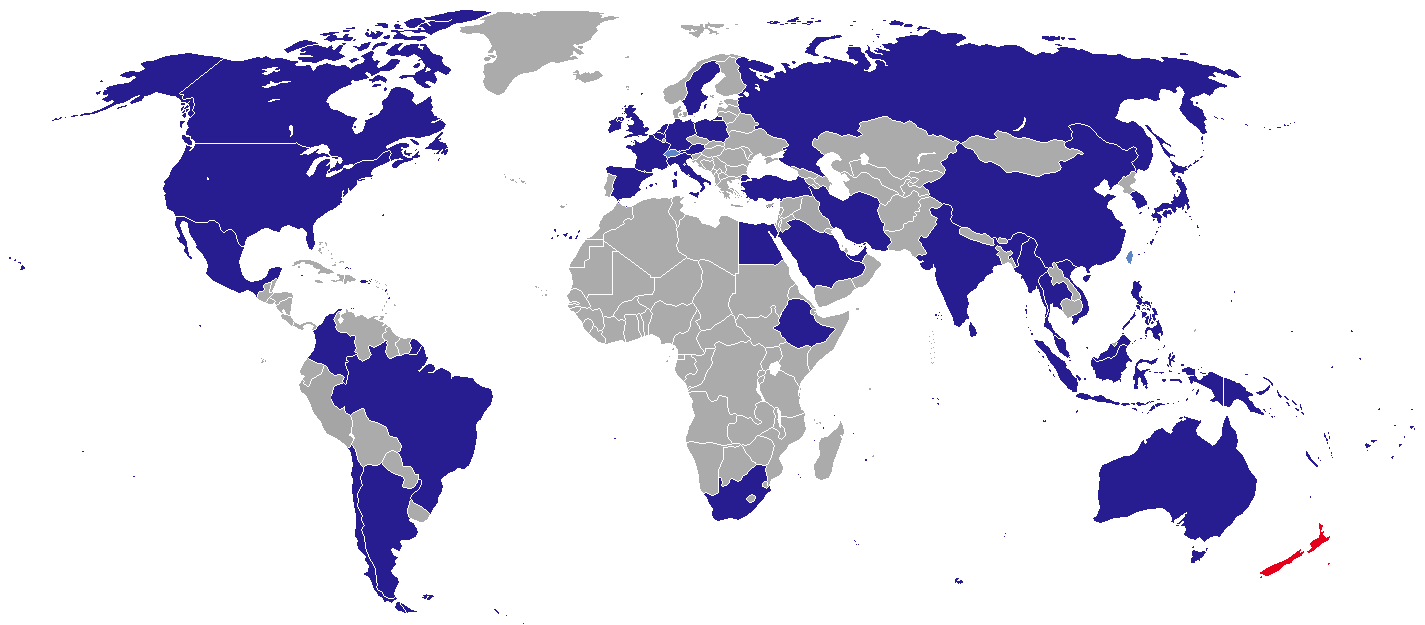
Missões diplomáticas da Nova Zelândia.

Abaixo estão listadas as embaixadas e consulados da Nova Zelândia:

## África

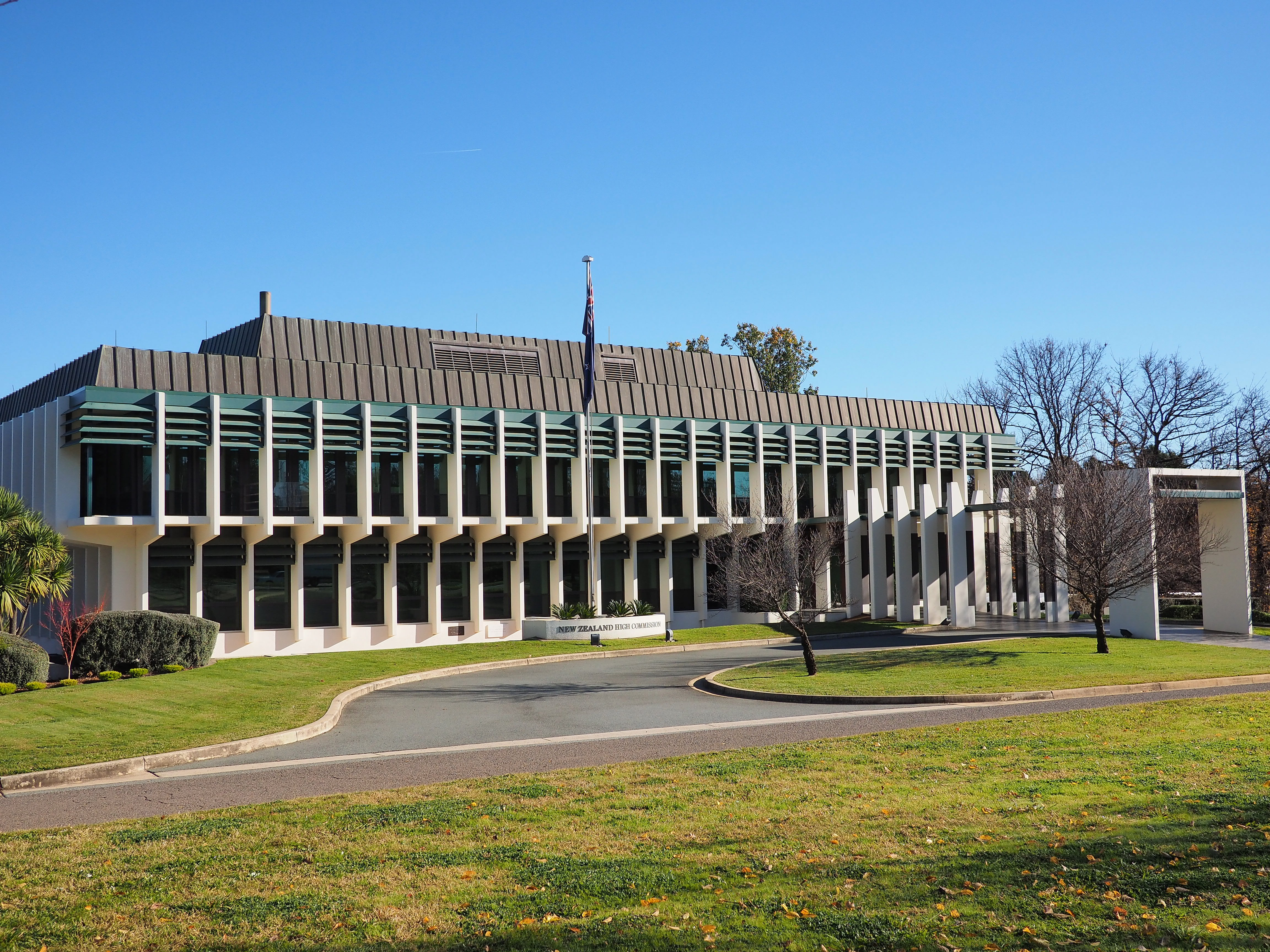
Alta Comissão da Nova Zelândia em Camberra

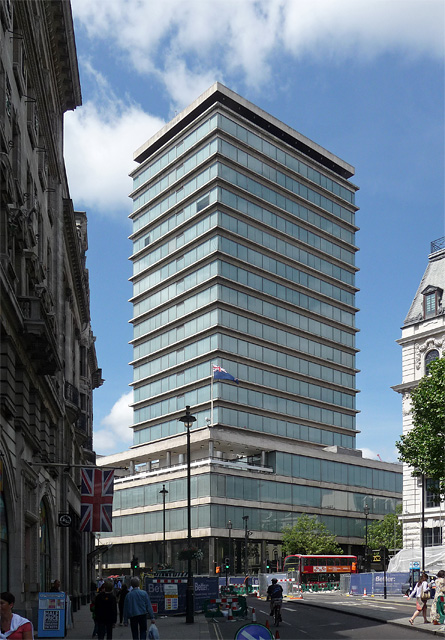
Alta comissão da Nova Zelândia em Londres

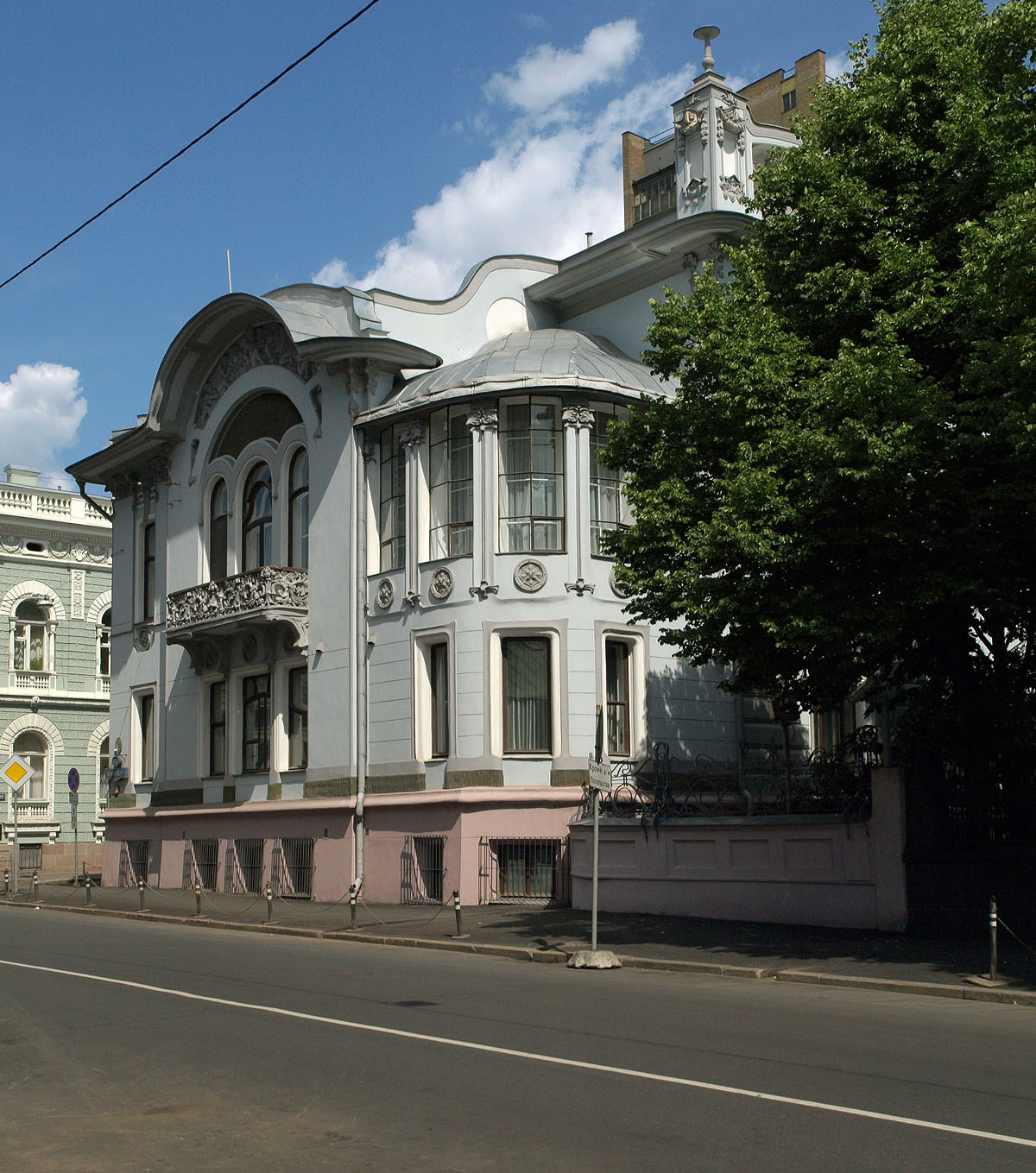
Embaixada da Nova Zelândia em Moscou

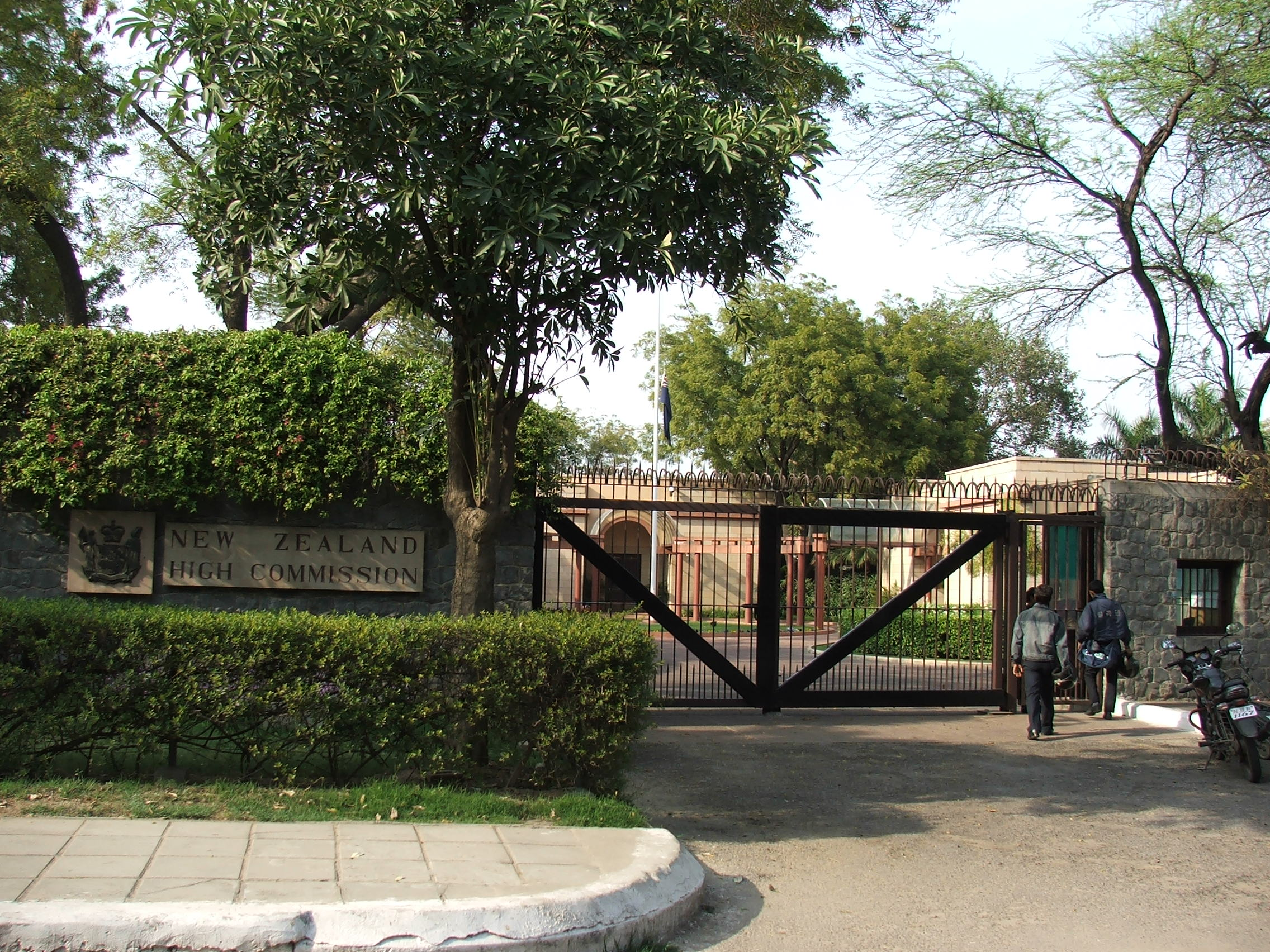
Embaixada da Nova Zelândia em Nova Délhi

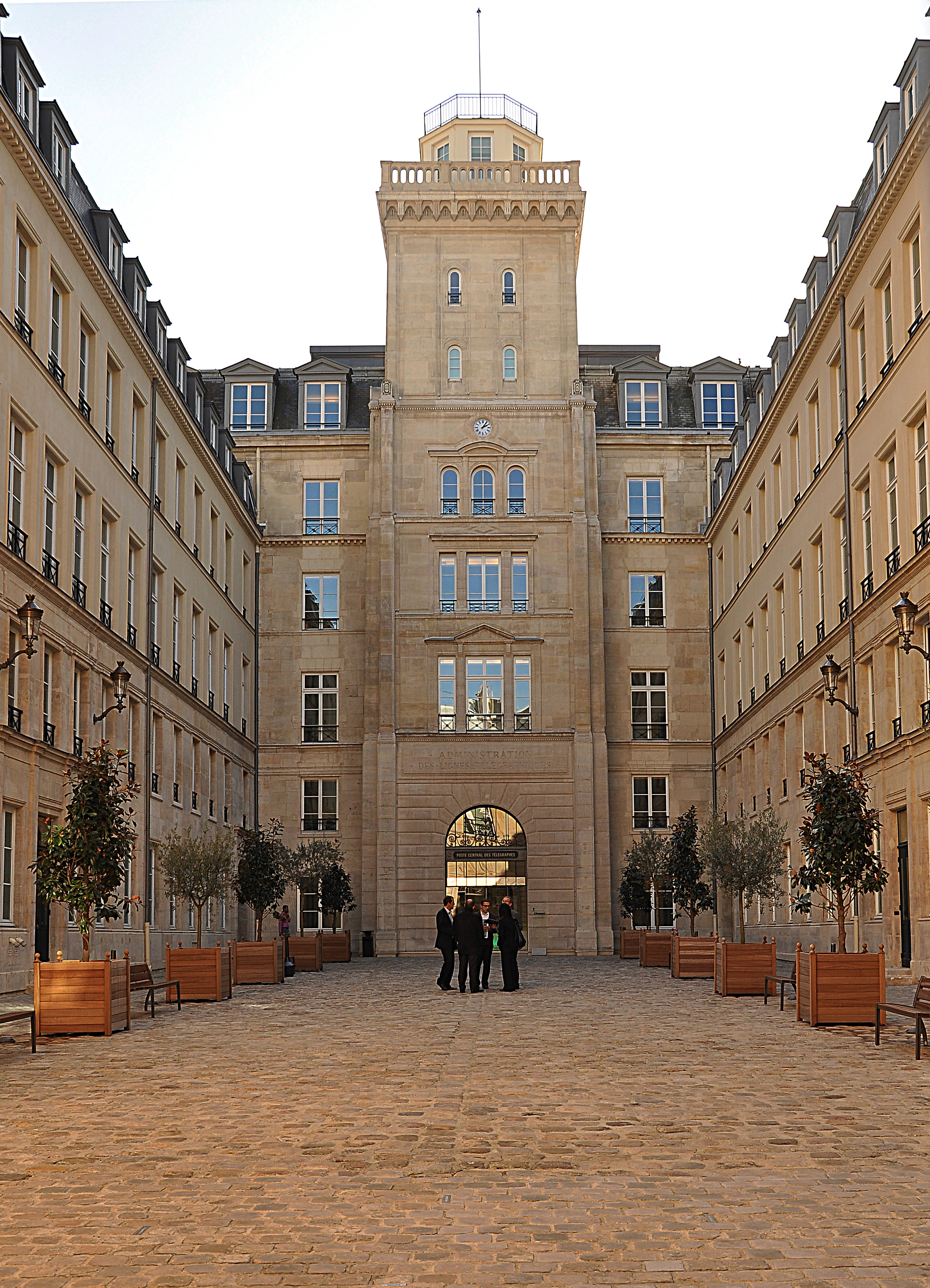
Embaixada da Nova Zelândia em Paris

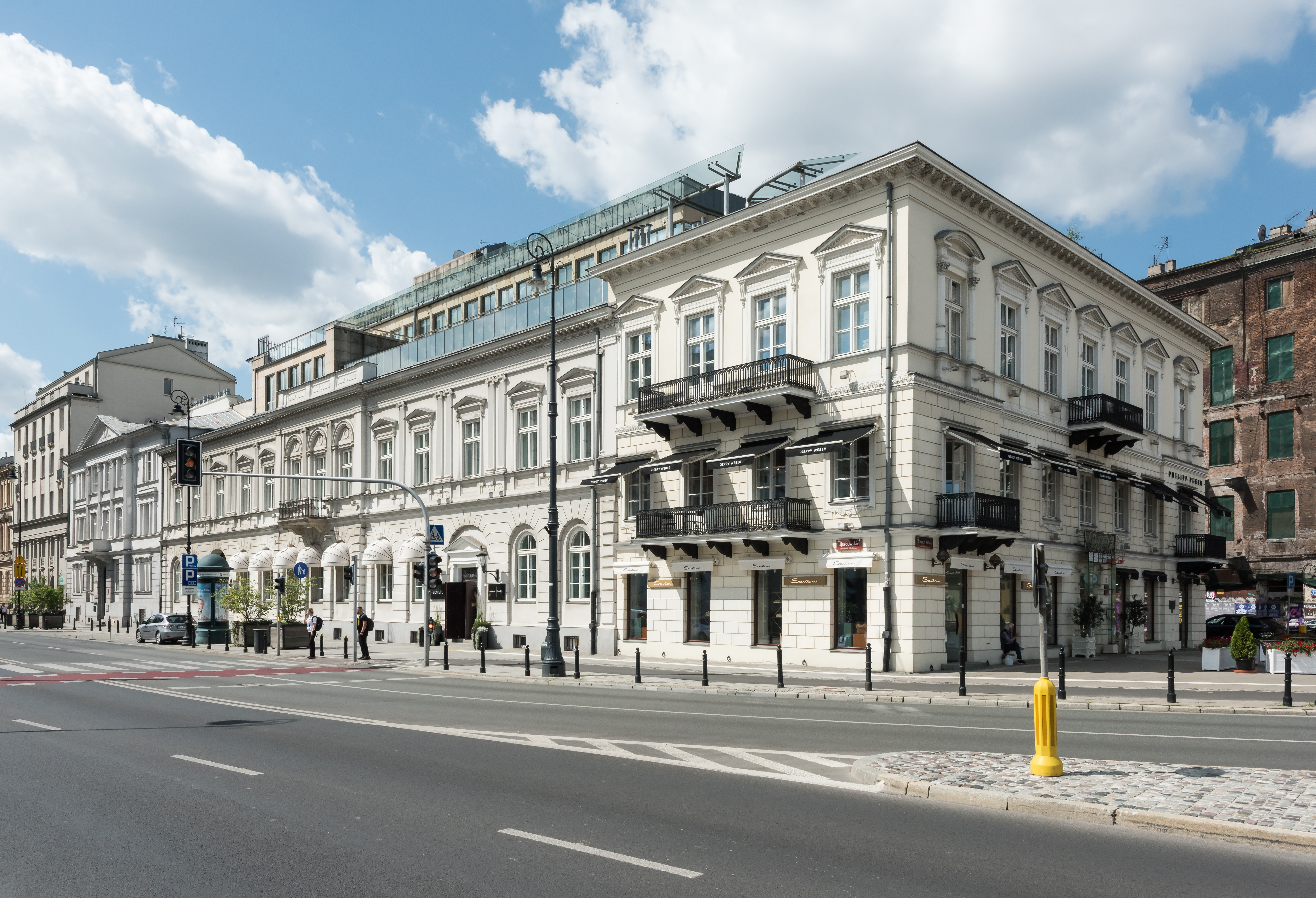
Embaixada da Nova Zelândia em Varsóvia

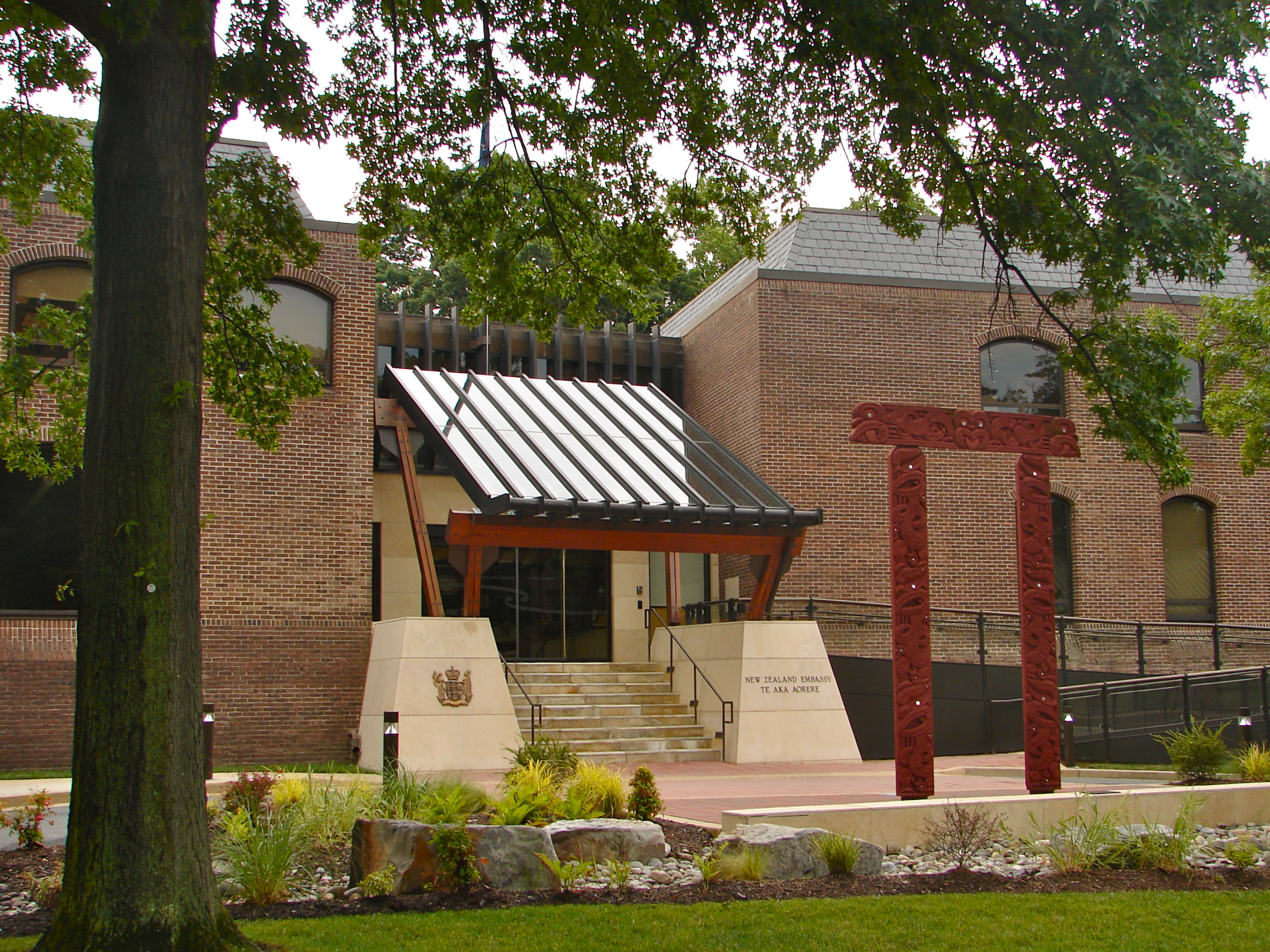
Embaixada da Nova Zelândia em Washington, DC

- África do Sul
  - Pretória (Alta comissão)
- Egito
  - Cairo (Embaixada)
- Etiópia
  - Adis-Abeba (Embaixada)

## América
- Argentina
  - Buenos Aires (Embaixada)
- Brasil
  - Brasília (Embaixada)
  - São Paulo (Consulado-geral)
- Canadá
  - Ottawa (Alta comissão)
  - Vancouver (Consulado-geral)
- Chile
  - Santiago (Embaixada)
- Colômbia
  - Bogotá (Embaixada)
- Estados Unidos
  - Washington, DC (Embaixada)
  - Honolulu (Consulado-geral)
  - Los Angeles (Consulado-geral)
  - Nova Iorque (Consulado-geral)
- México
  - Cidade do México (Embaixada)

## Ásia
- Arábia Saudita
  - Riad (Embaixada)
- China
  - Pequim (Embaixada)
  - Cantão (Consulado-geral)
  - Chengdu (Consulado-geral)
  - Hong Kong (Consulado-geral)
  - Xangai (Consulado-geral)
- Coreia do Sul
  - Seul (Embaixada)
- Emirados Árabes Unidos
  - Abu Dhabi (Embaixada)
  - Dubai (Consulado-geral)
- Filipinas
  - Manila (Embaixada)
- Índia
  - Nova Délhi (Alta comissão)
  - Bombaim (Consulado-geral)
- Indonésia
  - Jacarta (Embaixada)
- Irão
  - Teerã (Embaixada)
- Iraque
  - Bagdá (Embaixada)
- Japão
  - Tóquio (Embaixada)
  - Osaka (Consulado-geral)
- Malásia
  - Kuala Lumpur (Alta comissão)
- Myanmar
  - Yangon (Embaixada)
- Singapura
  - Singapura (Alta comissão)
- Sri Lanka
  - Colombo (Alta comissão)
- Tailândia
  - Bangkok (Embaixada)
- Taiwan
  - Taipei (Escritório comercial)
- Timor-Leste
  - Díli (Embaixada)
- Turquia
  - Ancara (Embaixada)
- Vietname
  - Hanói (Embaixada)
  - Ho Chi Minh (Consulado-geral)

## Europa
- Alemanha
  - Berlim (Embaixada)
  - Hamburgo (Consulado-geral)
- Áustria
  - Viena (Embaixada)
- Bélgica
  - Bruxelas (Embaixada)
- Espanha
  - Madrid (Embaixada)
- França
  - Paris (Embaixada)
  - Nouméa, Nova Caledônia (Consulado-geral)
- Irlanda
  - Dublin (Embaixada)
- Itália
  - Roma (Embaixada)
  - Milão (Consulado-geral)
- Países Baixos
  - Haia (Embaixada)
- Polónia
  - Varsóvia (Embaixada)
- Reino Unido
  - Londres (Alta comissão)
- Rússia
  - Moscou (Embaixada)
- Suécia
  - Estocolmo (Embaixada)
- Suíça 
  - Genebra (Consulado-geral)

## Oceania
- Austrália
  - Camberra (Alta comissão)
  - Melbourne (Consulado-geral)
  - Sydney (Consulado-geral)
- Fiji
  - Suva (Alta comissão)
- Ilhas Cook
  - Rarotonga (Alta comissão)
- Ilhas Salomão
  - Honiara (Alta comissão)
- Kiribati
  - Tarawa (Alta comissão)
- Niue
  - Alofi (Alta comissão)
- Papua-Nova Guiné
  - Port Moresby (Alta comissão)
- Samoa
  - Ápia (Alta comissão)
- Tonga
  - Nuku'alofa (Alta comissão)
- Vanuatu
  - Port Vila (Alta comissão)

## Organizações multilaterais
- Bruxelas (Missão ante a União Europeia)
- Genebra (Missão permanente da Nova Zelândia ante as Nações Unidas e Organização Mundial do Comércio)
- Nova Iorque (Missão permanente da Nova Zelândia ante as Nações Unidas)
- Paris (Missão permanente da Nova Zelândia ante a OECD e UNESCO)
- Viena (Missão permanente da Nova Zelândia ante as Nações Unidas)